# Battus devilliersii
Battus devilliersii är en fjärilsart som först beskrevs av Jean Baptiste Godart 1823.  Battus devilliersii ingår i släktet Battus och familjen riddarfjärilar. Inga underarter finns listade i Catalogue of Life.